# Wremen
Wremen este o comună din landul Saxonia Inferioară, Germania.